# Ibn Zulaq
Abu Muhammad ibn al-Hasan ibn Ibrahim ibn Zulaq al-Laythi (vers 919-996), souvent connu sous le nom de Ibn Zulaq (ou Ibn Zawlaq) est un historien égyptien, dont les écrits concernent principalement l'histoire de l'Égypte sous les Ikhchidides puis les premiers temps du califat des Fatimides. 

## Biographie
Né en 918-919, il meurt en Égypte en 996. La plupart de ses travaux n'ont pas survécu mais sont abondamment cités ou utilisés par des historiens ultérieurs, comme Ibn Saïd, Ahmad al-Maqrîzî et Ibn Hajar al-Asqalani.
Ses travaux comprennent une histoire des gouverneurs et juges d'Égypte, qui forme une continuation des travaux d'Al-Kindi au IXe siècle, ainsi qu'une histoire de la famille de vizirs des Al-Madhara'i et des écrits sur le fondateur des Ikhchidides, Muhammad ben Tughj et son homme fort, Abu al-Misk Kafur. Sa biographie de Muhammad ben Tughj aurait été écrite à la demande d'Abu'l-Hasan Ali ibn al-Ikhshid, au début du règne de celui-ci. Cela implique que Ibn Zulaq est proche des cercles du pouvoir en Égypte. Il est d'ailleurs richement récompensé pour son travail et il pourrait avoir reçu des commandes pour des panégyriques en faveur des principaux dignitaires du régime des Ikhchidides.
Après la conquête de l'Égypte par les Fatimides en 969, Ibn Zulaq s'adapte aisément au nouveau régime, comme d'autres dignitaires égyptiens. Il parvient à garder son place dans les cercles du pouvoir et il compose des textes en faveur du calife Al-Muʿizz li-Dīn Allāh et peut-être de son successeur, Abu Mansur Nizar al-Aziz Billah. Il aurait aussi composé une biographie du général Jawhar al-Siqilli, qui a mené la conquête de l'Égypte, à moins que le texte ne s'intègre dans les écrits plus généraux sur le calife Al-Mu'izz. Il rédige également un texte de comparaison de l'Égypte et de l'Irak, probablement dans une but de propagande en faveur des Fatimides, pour rabaisser l'importance historique de l'Irak, siège du califat rival des Abbassides. Son Histoire de l'Égypte (Tārīkh Miṣr) est continuée après sa mort par son premier fils, Abu'l-Husayn et par un de ses petits-fils. 

## Sources
- (en) Richard Gottheil, « Al-Ḥasan ibn Ibrāhīm ibn Zūlāḳ », Journal of the American Oriental Society, vol. 28,‎ 1907, p. 254-270
- Ayman Fuʾād Sayyid, « Lumières nouvelles sur quelques sources de l'histoire fatimide en gypte », Annales islamologiques, vol. XIII,‎ 1977, p. 1-41